# Inmigración libanesa en Uruguay
La Inmigración Libanesa en Uruguay data de las primeras épocas del siglo XIX con la llegada de los primeros inmigrantes. Conforma una de las comunidades no europeas más grandes en el país. 
Las relaciones entre Uruguay y Líbano siempre han sido estrechas. 

## Historia
Los primeros inmigrantes libaneses al Uruguay llegaron en la década de 1860, instalándose en las inmediaciones del puerto de Montevideo, más precisamente en la Ciudad Vieja.  Estos primeros inmigrantes eran principalmente cristianos maronitas y sólo hablaban árabe. La última gran afluencia de libaneses se produjo en la década de 1920 junto con la inmigración europea. Entre 1908 y 1930, la población de Montevideo se duplicó.  Algunos de ellos también se establecieron en los departamentos de Durazno y Rivera. 
Los primeros colonos enfrentaron cierta discriminación como "asiáticos",  y algunos no pudieron adaptarse y regresaron a su tierra natal. Sin embargo, la mayoría se estableció como pequeños empresarios y empresarios, y se adaptó con éxito a la sociedad de su país de adopción. Aunque conserva algunas características culturales, en particular la cocina libanesa, la mayoría de los uruguayos de origen libanés ya no hablan árabe y lo han asimilado plenamente. 
La Ley N.° 2.096 (Ley de Migración) de 1890, si bien otogaba varias facilidades para extranjeros que se asentaban en Uruguay, imponía restricciones ya que prohibía la inmigración de «asiáticos y africanos y de los individuos conocidos con el nombre de zíngaros o bohemios». Debido a esto, tras la reglamentación de la norma, varios representantes de la comunidad sirio-libanesa solicitaron a la Asamblea General derogar dicha disposición para que pudieran ingresar en el país sus familiares, inmigrantes de Asia Menor; por lo que, mediante la Ley N.º 3,051 de 1906 se estableció que la prohibición de entrada no aplicaba «a los sirianos procedentes de la región del Líbano».
En 1997, el entonces presidente de la Cámara de Representantes de Uruguay durante una visita oficial y en su encuentro con el patriarca Nasrallah Pedro Sfeir de Reyfoun, señaló que el parlamento uruguayo, integrado por  99 escaños incluía dos miembros de origen libanés, incluido él mismo.  En 1954 había 15.000 personas de ascendencia libanesa viviendo en Uruguay.  En 2009, el número había aumentado a entre 53.000  y 70.000.  En julio de 2009, la Sociedad Libanesa en Uruguay celebró su 75 aniversario.  El censo uruguayo de 2011 reveló que un total de 136 personas  declararon al Líbano como su país de nacimiento. 

## Cultura
Los departamentos de Rivera, Durazno y Montevideo fueron los departamentos donde se asentaron la mayor parte de los miembros de la colectividad.
En el caso del departamento de Montevideo, principalmente el barrio montevideano de Sayago representa el principal asentamiento de comunidades libanesas en la ciudad. Es en dicho barrio, donde se establecieron los primeros inmigrantes libaneses y las principales instituciones de la colectividad.  
Esto se debe, a que uno de los primeros inmigrantes libaneses en llegar a Montevideo en 1890, Emilio Neffa, adquirió una amplia extensión de campo en dicho barrio, las cuales posteriormente fraccionaría en lotes, con el fin de comercializarlas, precisamente a sus coterráneos recientemente llegados. 
En dicho barrio conviven hasta la actualidad la Iglesia de Nuestra Señora del Líbano, el Centro Educativo Líbano y la Sociedad Libanesa. 

### Religión

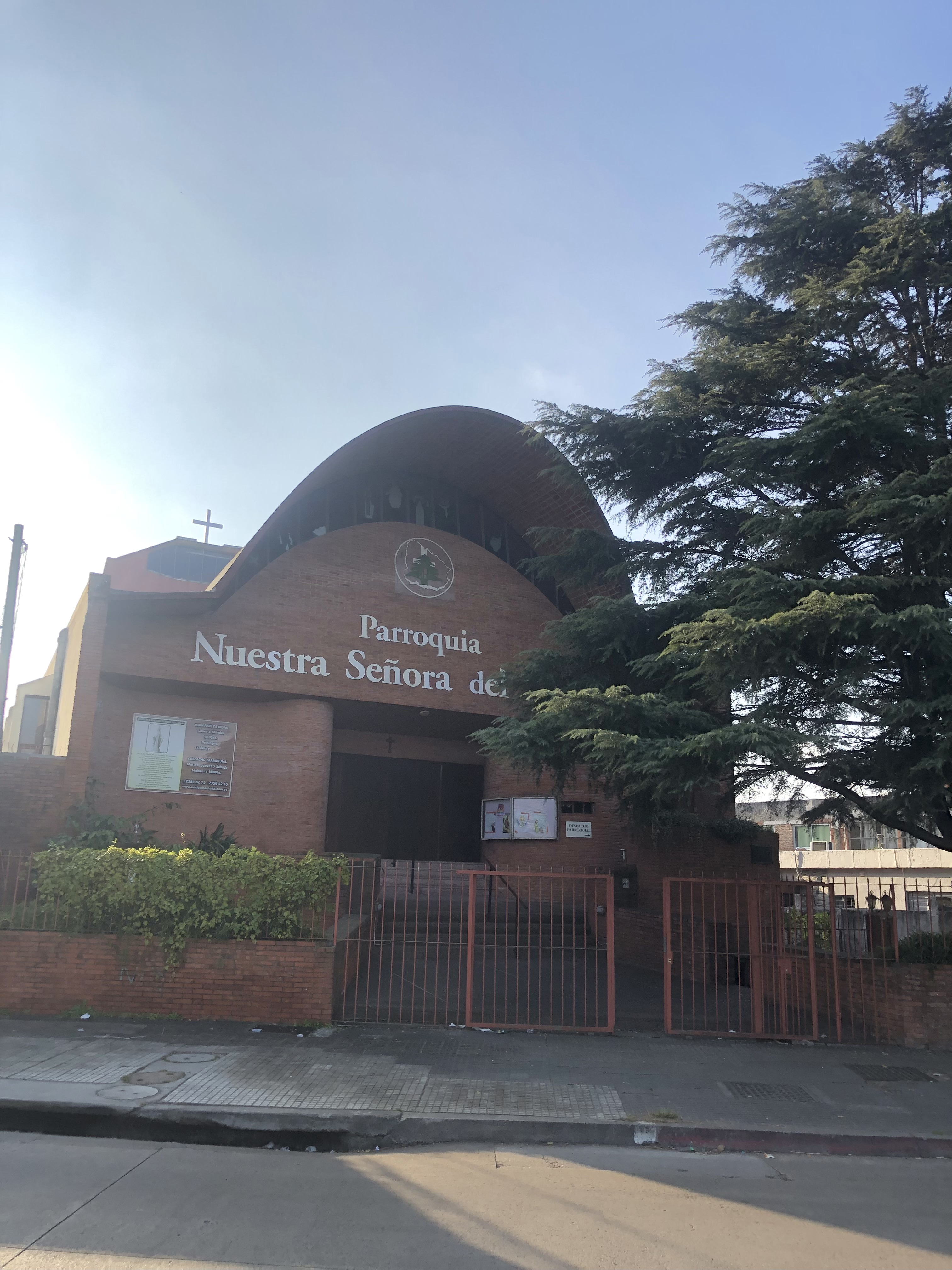
Iglesia maronita de Nuestra Señora del Líbano.

La mayoría de los libaneses-uruguayos son cristianos que pertenecen a varias iglesias, entre ellas la Iglesia maronita,  católica romana, ortodoxa oriental y católica melquita. También hubo una pequeña presencia de judíos libaneses y un número reducido de musulmanes.   
En 1888 un grupo de inmigrantes libaneses le expondrían ante el  obispo de Montevideo, Inocencio María Yéregui la necesidad de contar con un sacerdote maronita para  celebrar sus sacramentos.
En los años veinte, precisamente el 21 de enero de 1924 sería establecida la Misión Apostólica de los Maronitas en el país, y el  10 de marzo de 1925 llegaría a Montevideo, desde Nápoles, Monseñor Shallita con el objetivo de dirigir de la misión y  de establecer una congregación religiosa en el barrio de Sayago. La congregación se instalaría en un primitivo edificio y en los años treinta iniciaría la construcción de un nuevo templo, el de Nuestra Señora del Líbano,  construido por el  ingeniero Eladio Dieste. 
Con posteridad en las instalaciones de la parroquia se conformaría un centro educativo de enseñanza primaria y secundaria. 

### Gastronomía
La gastronomía libanesa supo introducirse a la gastronomía uruguaya, destacando diversos platos que son parte de la cotidianidad gastronómica.